# Голяма водна жаба
Голямата водна жаба (Pelophylax ridibundus) е вид водна жаба, разпространена и в България. Това е най-едрата водна жаба в Европа. Женските са много по-големи от мъжките и достигат дължина 170 mm. Мъжките имат сиви резонаторни мехури в краищата на устата.

## Разпространение и биотоп
Голямата водна жаба е разпространена в Европа, с изключение на по-голямата част от Пиренейския полуостров, Италия и областите северно от 60° северна ширина. Изкуствено е пренесена в Южна Англия. Среща се още в Средна Азия, Иран, Близкия изток и Северна Африка.
В България се среща до надморска височина 1400 m, по изключение до 2000 m (в Беласица).
Голямата водна жаба обитава всякакви видове водоеми (блата, мочурища, потоци, езера и други).

## Начин на живот и хранене
Голямата водна жаба може да бъде активна както през деня, така и през нощта, в зависимост от температурата и влажността на въздуха. В дъждовни нощи може да се отдалечи на стотици метри от обитавания водоем. Зимата прекарва под водата.
Голямата водна жаба се храни с членестоноги, мекотели, червеи, по-рядко с малки риби, ларви и дребни жаби. Понякога лови дори дребни птици и бозайници. Храната си улавя най-често на сушата.

## Размножаване
Голямата водна жаба снася между средата на април и средата на май в застояли водоеми от 2500 до 11 500 яйца, събрани на няколко купчини, които няколко дни по-късно изплуват на повърхността. Метаморфозата започва 70 – 100 дни след снасянето на яйцата.

## Допълнителни сведения
Голямата водна жаба е защитена от Приложение III на Бернската конвенция и от Приложение IV на Закона за биологичното разнообразие.